# Мица Шландер Маринко
Марија Мица Шландер Маринко (Преболд, 23. август 1911 — Љубљана, 1. мај 1973) била је учесница Народноослободилачке борбе, друштвено-политичка радница СФР Југославије и СР Словенија.

## Биографија
Рођена је 23. августа 1911. у Преболду. Потицала је из породице Шландер, чији су сви чланови били чланови револуционарног комунистичког покрета и учесници Народноослободилачког покрета — старија браћа Славко и Вилко, као и млађа сестра Вера. Оба њена брата и сестра су погинули у току рата, а најстарији брат Славко је проглашен за народног хероја.
Након завршетка школовања, укуљчила се уз старију браћу у револуцонарни омладински покрет. Била је члан Радничког културног друштва Узајамност и напредног радничко-сељачког покрета. Године 1938. примљена је у Комунистичку партију Словеније и постала је чланица Месног комитета КПС за Преболд и Окружног комитета КПС за Цеље. Због револуционарних активности ухапшена је 1940. и осуђена на осам месеци затвора у Цељу. Марта 1941. постала је илегални курир Централног комитета КПС и сарадник централне партијске штампарије у Љубљани.
Након окупације Југославије 1941. активно се укључила у Народноослободилачки покрет (НОП). Децембра 1941. поново је ухапшена са групом високих партијских функционера, али је после три месеца успела да побегне из затвора. Маја 1942. прикључила се партизанима, где се налазила на дужностима — политичког комесара батаљона, помоћника политичког комесара у Првој словеначкој удраној бригади. Била је члан бригадног бироа, Окружног комитета КПС за Белу Крајину, Покрајинског комитета КПС за Штајерску и његов организациони секретар.
Бирана је за већника Антифашистичког већа народног ослобођења (АВНОЈ) и учествовала је на Другом заседању АВНОЈ-а у Јајцу, новембра 1943. и на Треће заседању АВНОЈ-а у Београду, августа 1945. године. Тешко је рањена у зиму 1944/45. године. У току рата била је члан руководства Словеначког антифашистичког женског савеза (АФЖ Словеније)
После ослобођења Југославије, радила је најпре у синдикалном покрету у Београду, а потом је прешла у Љубљану, где је радила у кадровском одбору и Контролној комисији Централног комитета Комунистичке партије Словеније.
Била је супруга револуцонара и народног хероја Михе Маринка. Умрла је 1. маја 1973. у Љубљани, а сахрањена је на горбљу Жале.
Носилац је Партизанске споменице 1941. и других југословенских одликовања, међу којима су Орден заслуга за народ првог реда, Орден братства и јединства првог реда, Орден заслуга за народн другог реда, Орден за храброст и др.